# Paola Loew
Paola Loew  (* 18. Februar 1934 in Triest; † 13. Jänner 1999 in Wien) war eine österreichische Schauspielerin und Hörspielsprecherin.

## Leben
Nach Besuch von Höheren Schulen in Buenos Aires und London und dem Ablegen des Abiturs nahm Paola Loew in Berlin Schauspielunterricht bei Marlise Ludwig und erhielt eine Musikausbildung. Erste Bühnenrollen spielte sie ab 1955 im Theaterclub an dem British Center Berlin. Von 1956 bis 1957 hatte sie ein Engagement am Theater in der Josefstadt und von 1958 an war sie Ensemblemitglied am Volkstheater in Wien. Dort wirkte sie 1963 bei der Durchbrechung des Wiener Brecht-Boykotts an der sogenannten Blockadebrecher-Premiere in dem Drama Mutter Courage und ihre Kinder als stumme Kattrin mit (Regie: Gustav Manker). Im Jahr 1966 holte Ernst Haeussermann sie an das Burgtheater. Sie debütierte mit Durch die Wolken von François Billetdoux. Mit Ende der Spielzeit 1989/1990 verließ sie das Burgtheater und wendete sich in der Folge der Theatergruppe „Theater m.b.H.“ zu. So ist für das Jahr 1991 eine Regiearbeit zu dem Bühnenstück Die Spur von Vladimir Arro und 1995 eine Mitwirkung in Peter Wagners Die Nackten zu verzeichnen.
Noch während des Aufenthaltes in Argentinien wurde sie von dem Regisseur Karl Ritter bereits für den Film entdeckt und wirkte dort ab 1951 in vier Produktionen mit. In dem 1953 entstandenen Spielfilm El paraíso führte Karl Ritter auch die Regie. 1954 war Paola Loew in Ein Leben für Do von Gustav Ucicky mit Hans Söhnker, Charles Regnier und Renate Schacht und der Filmkomödie Die verschwundene Miniatur nach einem Roman von Erich Kästner in der Regie von Carl-Heinz Schroth mit Ralph Lothar, Paul Westermeier und Paul Bildt zu sehen. Im Fernsehen wirkte sie in Serien wie Oberinspektor Marek und Tatort mit. Eine letzte Rolle verkörperte sie 1997
in dem Fernsehfilm Lamorte von Xaver Schwarzenberger mit Friedrich von Thun, Gertraud Jesserer und Senta Berger.
Paola Loew arbeitete auch in einigen Hörspielproduktionen mit und betätigte sich als Synchronsprecherin in dem US-amerikanischen Western Vera Cruz.
Paola Loew war von 1956 bis 1966 mit dem Pianisten und Komponisten Friedrich Gulda verheiratet. Aus der Ehe stammen die Söhne David Wolfgang und Paul. Letzterer ist heute ein bekannter Pianist, Komponist und Dirigent. Später ging sie eine Beziehung zu dem Schriftsteller und Journalisten Friedrich Torberg ein, die bis zu seinem Tod im Jahr 1979 andauerte.

## Filmografie
- 1951: La orquídea
- 1951: El alma de los niños
- 1953: Fin de mes
- 1953: El paraíso
- 1954: Ein Leben für Do
- 1954: Columbus entdeckt Krähwinkel
- 1954: Die verschwundene Miniatur
- 1958: Die Conways und die Zeit  (Fernsehfilm)
- 1964: Wetterleuchten (Fernsehfilm)
- 1968: Ein Schweigen vom Himmel  (Fernsehfilm)
- 1970: Hier bin ich, mein Vater (Fernsehfilm)
- 1970: Oberinspektor Marek (Fernsehserie) – Perfekter Mord
- 1972: Hochzeit (Fernsehfilm)
- 1972: Der große Walzer
- 1973: Kriminalobermeisterin E.R. (Fernsehfilm)
- 1976: Unternehmen V2
- 1981: Der Schüler Gerber
- 1982: Das Dorf an der Grenze (Fernsehfilm)
- 1982: Der geheimnisvolle Fremde (Fernsehfilm)
- 1983: Der stille Ozean (Fernsehfilm)
- 1985: Via Mala (Mehrteiler) – Folge 3
- 1986: Lebenslinien IV – Marlene, der amerikanische Traum (Fernsehfilm)
- 1986: Das zweite Schraube-Fragment
- 1993: Tatort – Stahlwalzer
- 1996: Tatort – Kolportage
- 1997: Lamorte (Fernsehfilm)

## Hörspiele
- 1954: Orangen und Minze
- 1965: Hochzeitsmorgen (Folge aus der Reihe „Anatol“)
- 1979: Der Preis
- 1979: Melody Makers
- 1981: Im Namen des Gesetzes: Trautes Heim – Glück allein
- 1982: In friedlicher Absicht
- 1982: Licht
- 1983: Der König von Caere